# Jeff Tweedy
Jeffrey Scot „Jeff“ Tweedy (* 25. srpna 1967) je americký zpěvák, kytarista, hudební producent a leader skupiny Wilco. Svou kariéru zahájil počátkem osmdesátých let jako člen rockabilly skupiny The Plebes, kterou založil se svým spolužákem Jayem Farrarem. Později, v roce 1984, skupina změnila svůj název na The Primitives a nedlouho poté na Uncle Tupelo. Skupina získala nahrávací smlouvu a vystupovala po celých Spojených státech ameckých. Po vydání čtyř alb se však skupina z důvodu konfliktů mezi Tweedym a Farrarem rozpadla.
Roku 1994 Tweedy společně s Johnem Stirrattem, Maxem Johnstonem a Kenem Coomerem založil skupinu Wilco; skupina vydala osm studiových alb a s několika z nich, například Yankee Hotel Foxtrot, A Ghost Is Born, Sky Blue Sky a Wilco (The Album), dosáhla velkého komerčního úspěchu. Vedle vlastních alb skupina také vydala dvě společná alba s Billym Braggem a jedno se skupinou The Minus 5.
Jeff Tweedy je držitelem dvou cen Grammy, například za nejlepší alternativní album (A Ghost Is Born). Tweedy se rovněž podílel na několika dalších projektech (například skupiny Golden Smog a Loose Fur), vydal několik sbírek básník a jedno DVD zachycující jej při sólovém vystoupení. Původně byl ovlivněn punkovou hudbou a country, ale později ve své hudbě používal různé experimentální praktiky.
V roce 2015 produkoval album Still kytaristy a zpěváka Richarda Thompsona.

## Sólová diskografie
- Sukierae (2014)[2]
- Together at Last (2017)
- Warm (2018)
- Warmer (2019)
- Love is the King (2020)